# Plex venos uterin
Plexurile venoase uterine se află de-a lungul laturilor și unghiurilor superioare ale uterului între cele două straturi ale ligamentului larg și comunică cu plexurile ovariene și vaginale. 
Acestea sunt drenate de o pereche de vene uterine  de ambele părți: acestea provin din partea inferioară a plexurilor, opusă orificiului extern al uterului și se deschid în vena hipogastrică corespunzătoare. 
Vasopresorii, medicamentele vasoconstrictoare pot fi prescrise pentru a atenua disconfortul asociat prin micșorarea venei afectate. 